# Société des métaux
La Société industrielle et commerciale des métaux est une compagnie métallurgique française, créée en 1863 par Eugène Secrétan, industriel de Haute-Saône, innovateur de l'industrie du cuivre et créateur de l'usine d'électrométallurgie de Dives-sur-Mer.
À l'origine, à la fin des années 1880, d'une des plus importantes spéculations financières de toute l'histoire de la production du cuivre, la Société des métaux comprenait six sociétés et plus de 3 000 employés. Ces sociétés sont spécialisées dans l'exploitation du cuivre, du plomb et de l'étain.
Eugène Secrétan commence à se faire la main sur l'étain et sur le plomb, fin 1886. Puis il découvre que les stocks mondiaux de cuivre ont été réduits à 40 000 tonnes et que les cours sont tombés sous les 36 livres sterling la tonne. Par des nantissements d'environ soixantaine de millions de francs, il arrive contrôler les stocks internes avec l'aide d'un groupe de financiers. En trois mois les cours remontent à 84 livres la tonne. Puis il nous une alliance avec les producteurs anglais, américains, suédois et espagnols, qui lui assurent trois ans de production et l'équivalent de l'offre mondiale, soit 540 000 tonnes. Ce "cartel" lui permet de contrôler les approvisionnements, Les stocks de métal rouge amassés  étant placés en garantie auprès de ses créanciers, parmi lesquels le Comptoir national d'escompte de Paris, dont le président du conseil d'administration Édouard Hentsch, associé de Hentsch frères, soutient l'opération. Administrateur de la banque Paribas, il obtient qu'elle participe aussi au cartel du cuivre qui s'impose ainsi. Face au gonflement de ses stocks, la Société des métaux réalise en 1888 doit cependant réaliser une augmentation de capital de 37,5 millions de francs, qui ne suffira pas à éponger ses pertes ultérieures.
La Société des métaux a ensuite fait faillite en 1889, après avoir tenté de monopoliser l'offre mondiale de métal rouge, entraînant ensuite dans sa chute son principal banquier, le Comptoir national d'escompte de Paris.